# タヴァナー・コンソート&プレイヤーズ
タヴァナー・コンソート&プレイヤーズ（英語: Taverner Consort & Players）は、イギリス・ロンドンを本拠地とする声楽アンサンブル・古楽器オーケストラである。16世紀の作曲家ジョン・タヴァナーにちなんで名付けられた。
1973年にアンドリュー・パロットにより結成され、現在までパロットが芸術監督を務めている。レパートリーは中世音楽からバッハやヘンデルあたりまでであり、小編成を生かした柔軟な解釈の演奏を特徴とする。
主なレコーディングは、タヴァナー、モンテヴェルディやパーセルの各作品集、ヘンデルの声楽曲、バッハの管弦楽曲・声楽曲などがある。